# 138-я стрелковая дивизия (1-го формирования)
138-я стрелко́вая Краснознамённая диви́зия — стрелковое соединение РККА Вооружённых Сил СССР, до и во время Великой Отечественной войны.
Сокращённое наименование — 138 сд.

## История

### Формирование и первые бои
7 сентября 1939 года в Калининской области на базе 301-го стрелкового полка 48-й стрелковой дивизии имени М. И. Калинина начала формироваться 138-я стрелковая дивизия. Своё наименование 301-й стрелковый полк получил в 1937 году после передислокации 142-го стрелкового полка в город Ржев.
Командиром дивизии назначен полковник А. И. Пастревич, военным комиссаром — батальонный комиссар С. К. Васев, НШ — полковник П. Л. Плехов. В состав формирования входили:
- управление
- 554-й стрелковый полк;
- 650-й стрелковый полк;
- 768-й стрелковый полк;
- 295-й лёгкий артполк;
- 198-й отдельный противотанковый дивизион;
- 203-й отдельный батальон связи;
- 155-й отдельный разведывательный батальон;
- 179-й отдельный сапёрный батальон;
- 436-й отдельный танковый батальон.

В середине 1939 года сформирование дивизии в основном закончилось и она была переброшена в район Невеля и вошла в состав 47-го стрелкового корпуса.

### Советско-финляндская война (1939—1940)
В ноябре 1939 года 138 сд была переброшена на Карельский перешеек и 5 декабря переправилась через пограничную реку Сестра.
11 декабря соединение вошло в состав 50-го стрелкового корпуса и приступила к смене воинских частей 123 сд на рубеже озёр Суммаярви — Сепянмяки. Дивизии предстояло прорвать линию Маннергейма. Одним из наиболее мощных узлов которой был Хатиненский (Сумской). Его-то и предстояло преодолеть 138-й дивизии. До 25 декабря после артподготовок дивизия поднималась в атаку, но встречаемая огнём пулемётов, миномётов и артиллерии отступала на исходные позиции.
25 декабря в дивизии произошла смена командования. Командиром назначен полковник А. А. Хадеев, начальником штаба П. Н. Тупиков, начальником политотдела батальонный комиссар Г. П. Романов. 27 декабря дивизия сдала полосу наступления 100 сд и была выведена в резерв 7-й армии.
27 января 1940 года 138-ю стрелковую дивизию включили в состав 10-го стрелкового корпуса 7-й армии, которой предстояло нанести главный удар в направлении Выборга. 138 сд наступала на сильно укреплённый опорный пункт под кодовым названием «Высота Безымянная». Штурм начался 11 февраля и 13 февраля высота была взята. В честь этого сотрудник газеты Ленинградского военного округа поэт А. Т. Твардовский посвятил её воинам стихотворение «Высота Безымянная». 21 февраля 138 сд вышла к станции Сомме (10 км южнее Выборга), где проходила вторая линия обороны Маннергейма. 10 марта после успешных боёв 138 сд выведена в резерв фронта.
За образцовое выполнение заданий командования и проявленные при этом мужество и героизм Президиум Верховного Совета СССР Указом от 21 марта 1940 года наградил 138-ю стрелковую дивизию орденом Красного Знамени. 860 бойцов, командиров и политработников удостоились правительственных наград, а командиру 2-го батальона 544 сп капитану А. И. Петраковскому, командиру взвода младшему лейтенанту М. С. Зубареву и помкомвзвода связи 768 сп младшему командиру В. Ф. Демуре было присвоено звание Героя Советского Союза.
В апреле 1940 года 138 сд была переведена на территорию Армянской ССР. В июне в дивизию прибыл 536-й гаубичный артполк, а 436-й отдельный танковый батальон выведен из состава дивизии.
15 апреля 1940 года дивизия была преобразована в 138-ю Краснознамённую горнострелковую дивизию, в которую вошёл вновь созданный 344-й горнострелковый полк. 198-му отдельному противотанковому дивизиону присвоен войсковой номер 230, а 155-й отдельный разведбатальон переформирован в 155-й отдельный кавалерийский эскадрон. Вместо убывшего на должность командира корпуса А. А. Хадеева в командование дивизией вступил генерал-майор Я. А. Ищенко.

### Начало войны
3 июля 1941 года 138 гсд вышла на границу с Турцией, где заняла рубеж обороны протяжённостью более 100 км.
25 сентября командование дивизией принимает полковник П. М. Ягунов.
23 октября 138 гсд перебрасывается в Дарьяльское ущелье, где участвует в создании оборонительного рубежа.
С 16 по 28 января 1942 года 138 гсд перебрасывается в Крым для дальнейшего развития успеха Керченско-Феодосийской десантной операции, где вошла в состав 51-й армии. Дивизия участвует в боях возле Феодосии (в январе 1942 г. обслуживалась полевой кассой Госбанка № 51). Однако части немецкой 11-й армии (в основном 46-я дивизия с приданными румынскими частями) сумели стабилизировать фронт и советское наступление затормозилось на рубеже восточнее Карагоз — Ак-Монай.
В ночь на 24 января в Судаке был высажен 554-й горнострелковый полк 138-й горнострелковой дивизии 44-й армии (командир — майор С. И. Забродоцкий, 1376 человек, 2 орудия) и рота морской пехоты Черноморского флота (150 человек). В отряд входили крейсер «Красный Крым», эсминец «Шаумян», тральщик Т-412 №16, четыре сторожевых катера. Высадка проходила в жестокий шторм и мороз, из-за чего ещё около 250 человек с крейсера «Красный Кавказ» высадить не смогли. Одновременно удалось эвакуировать до 250 раненых. После ликвидации Судакского десанта 26-27 января 1942 года часть выживших десантников (около 500) во главе с  майором Н. Г. Селиховым отошли к партизанам.
30 марта 1942 года переформирована в 138-ю стрелковую дивизию. В марте 1942 года вместо убывшего на должность начальника боевой подготовки Крымского фронта полковника П. М. Ягунова (впоследствии он возглавил героическую Оборону Аджимушкая) командиром назначается полковник М. Я. Пименов, комиссаром назначен полковой комиссар С. Л. Косунович. В ходе операции Охота на дроф войска 11-й армии разгромили войска Крымского фронта. Его части отступали к Керченским переправам под ударами авиации. Полковник М. Я. Пименов пропал без вести 15 мая 1942 года. 19 и 20 мая остатки дивизии переправляется на Таманский полуостров. 27 мая дивизия прибывает в район формирования: хутор Выселки станицы Кореновская.

### Сталинградская битва
28 мая в командование дивизией вступает полковник Иван Ильич Людников. На следующий день прибыли военный комиссар дивизии, батальонный комиссар Николай Иванович Титов, начальник штаба подполковник Василий Иванович Шуба и командиры полков 344-го — Ф. Я. Паньков, 650-го — майор Фёдор Иосифович Печенюк, 768-го — майор Григорий Михайлович Гуняга.

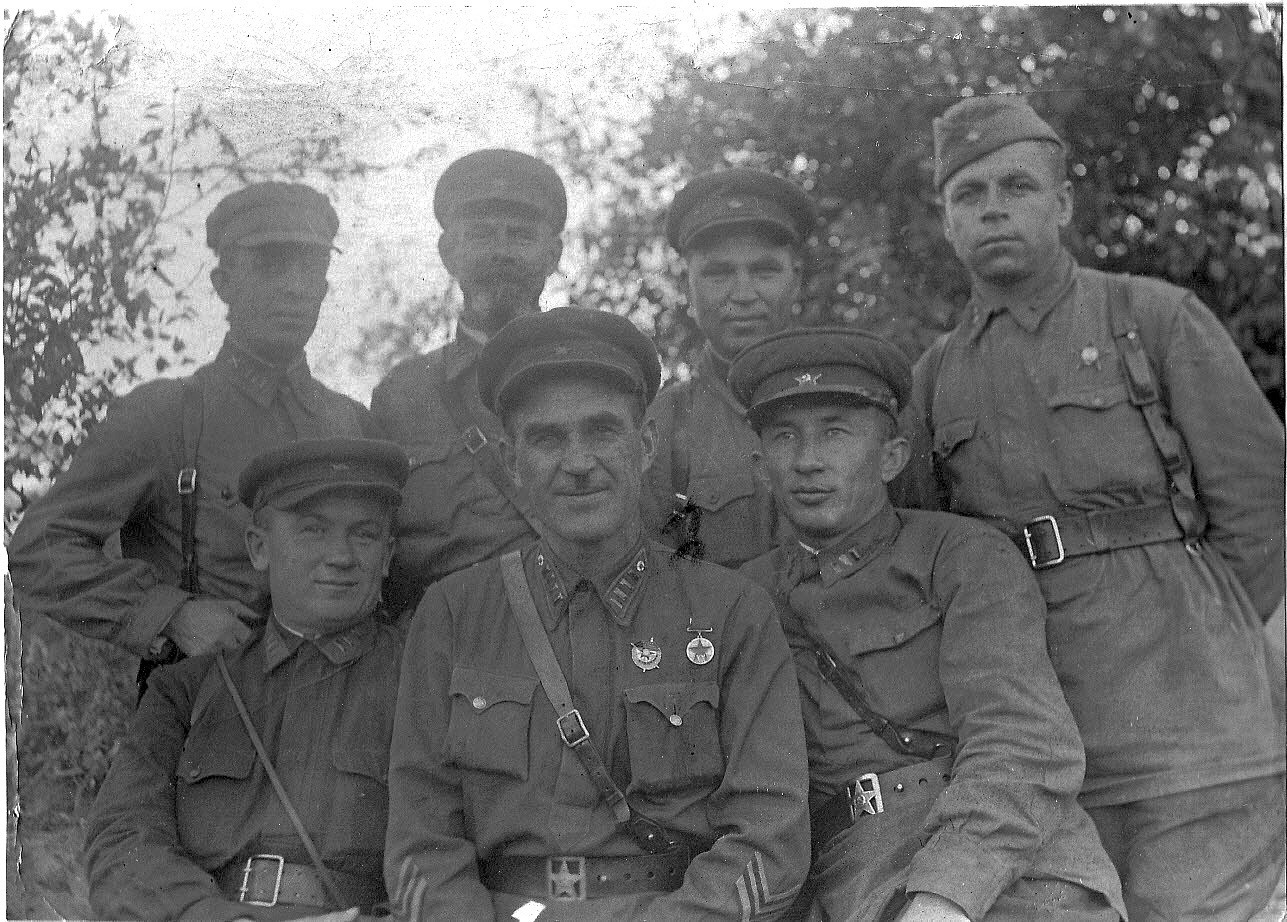
Командный состав 138 сд (лето 1942 года). Нижний ряд (слева направо) — начальник штаба 138 сд подполковник Шуба Василий Иванович, командир 138 сд полковник Людников Иван Ильич, комиссар 138 сд старший батальонный комиссар Титов Николай Иванович. Верхний ряд (слева направо): начальник артиллерии 138 сд подполковник Тычинский Сергей Яковлевич, зам. командира 138 сд полковник Куров Иван Иванович.

12 июля 1942 года дивизия перебрасывается в район совхоза «Дубовское», что в 35 км юго-западнее Котельникова. 15 июля дивизия заняла оборону на левом берегу Дона на рубеже Верхне-Курмоярская — Красный Яр, протяжённостью 75 км по фронту.
3 августа дивизия вошла в состав оперативной группы заместителя командующего 64-й армии генерал-лейтенанта В. И. Чуйкова, переправилась через Аксай и заняла оборону. В августе 138 сд ведёт бои на подступах к Сталинграду. В конце месяца дивизия вышла на рубеж хутора Варваровка, что в 30 км юго-западнее Сталинграда, где заняла оборону. В первой половине сентября дивизия ведёт бои в 10 км западнее Сталинграда, в районе хутора Бекетовка. 5 октября после 52 дней боёв между Доном и Волгой 138 сд вошла в резерв Сталинградского фронта, переправилась на левый берег Волги и сосредоточилась в районе хутора Цыганская Заря.
14 октября дивизия вошла в состав 62-й армии Сталинградского фронта. В этот же день командир дивизии И. И. Людников получил приказ командарма 62 В. И. Чуйкова: «Командиру 138 гсд немедленно и по тревоге поднять один полк в полном составе и не позднее 5.00 16.10.1942 г. переправить его на западный берег р Волга». Следующий приказ Военного Совета 62-й армии от 16-го октября: «К 4.00 17.10.1942 г. занять и прочно оборонять рубеж — южная окраина Деревенск, Скульптурный. Не допустить выхода противника в район проспекта Ленина и завода „Баррикады“». 16 октября дивизия сосредоточилась в районе завода «Баррикады».
С 11 ноября на протяжении следующих тридцати дней дивизия была окружена на 700-метровом участке по фронту и 400 метров глубиной (с трёх сторон немецкие войска, с четвёртой Волга, по которой шёл сплошной лёд). Продовольствие и боеприпасы доставлялись с острова Зайцевский лодками с большими потерями. Этот участок земли по окончании боёв был назван «Остров Людникова».
31 января 1943 года 138-я стрелковая дивизия была выведена из боя, переправилась на левый берег Волги и разместилась в районе Верхней Ахтубы. 6 февраля она вошла в резерв Верховного Главнокомандующего и в этот же день преобразована в 70-ю гвардейскую Краснознамённую стрелковую дивизию.

## Награды дивизии
| Награда (наименование) | Дата награждения   | За что награждена |
| ---------------------- | ------------------ | --- |
| Орден Красного Знамени | 21 марта 1940 года | за образцовое выполнение боевых заданий командования на фронте борьбы с финской белогвардейщиной и проявленные при этом доблесть и мужество |

## Отличившиеся воины дивизии
| Награда | Ф. И.О                           | Должность                                         | Звание            | Дата награждения | Примечания                                       |
| ------- | -------------------------------- | ------------------------------------------------- | ----------------- | ---------------- | ------------------------------------------------ |
|         | Зубарев, Михаил Степанович       | командир взвода 554-го стрелкового полка          | Младший лейтенант | 21.03.1940       | погиб 9.02.1940                                  |
|         | Демура, Владимир Федотович       | командир отделения связи 768-го стрелкового полка | Младший комвзвод  | 21.03.1940       | погиб 14.02.1940, похоронен в посёлке Солдатское |
|         | Петраковский, Анатолий Иосифович | командир 2-го батальона 544-го стрелкового полка  | Капитан           | 21.03.1940       |                                                  |